# Lisch epitheliale Hornhautdystrophie
Die Lisch epitheliale Hornhautdystrophie ist eine seltene angeborene Form einer oberflächlichen Hornhautdystrophie mit federförmigen Trübungen.
Diese imponieren in indirekter Spaltlampen-Illumination als zusammengeballte, klare Mikrozysten im Epithel der Hornhaut. Häufig ist die zentrale Trübung über ein schmales Band mit dem Limbus verbunden.
Synonym: Band- und wirbelförmige mikrozystische Dystrophie des Hornhautepithels
Die Erstbeschreibung stammt aus dem Jahre 1992 durch den deutschen Augenarzt Walter Lisch und Mitarbeiter.
Die Namensbezeichnung wurde 1998 von Gordon Klintworth anlässlich der Jahrestagung der American Academy of Ophthalmology in New Orleans vorgeschlagen.

## Verbreitung
Die Häufigkeit wird mit unter 1 zu 1.000.000 angegeben, beschrieben wurde eine deutsche und dänische Familie über mehrere Generationen sowie eine Reihe von sporadischen Fällen aus Schottland, England, Spanien, Frankreich, Italien, Chile und in den USA. Die Vererbung erfolgt X-chromosomal-dominant.

## Ursache
Der Erkrankung liegen Mutationen auf dem X-Chromosom Genort p22.3.

## Klinische Erscheinungen
Klinische Kriterien sind:
- Krankheitsbeginn im Kindesalter
- langsam fortschreitende federförmige Trübungen im Hornhautepithel, band- oder wirbelartig angeordnet
- schmerzlos, Visusverschlechterung nur bei einigen Betroffenen und dann erst im Alter

## Differentialdiagnose
Abzugrenzen sind andere Formen der Hornhautdystrophie, insbesondere die klinisch ähnliche, aber autosomal-dominant vererbte Meesmann-Hornhautdystrophie (MECD) mit solitären und nicht zusammengeballten Mikrozysten.